# Kleve (Kreis Steinburg)
 Ikke at forveksle med Kleve (Dithmarschen).
Kleve er en by og kommune i det nordlige Tyskland, beliggende i Amt Itzehoe-Land under Kreis Steinburg. Kreis Steinburg ligger i den sydvestlige del af delstaten Slesvig-Holsten.

## Geografi
Kleve ligger omkring 8 kilometer vest for Itzehoe. Vandløbene Bekau, Mühlenbach og Igel løber gennem området.
Ud over Kleve ligger Rahde i kommunen, samt godserne Krummendiek og Kleve.